# Forte di Traversette

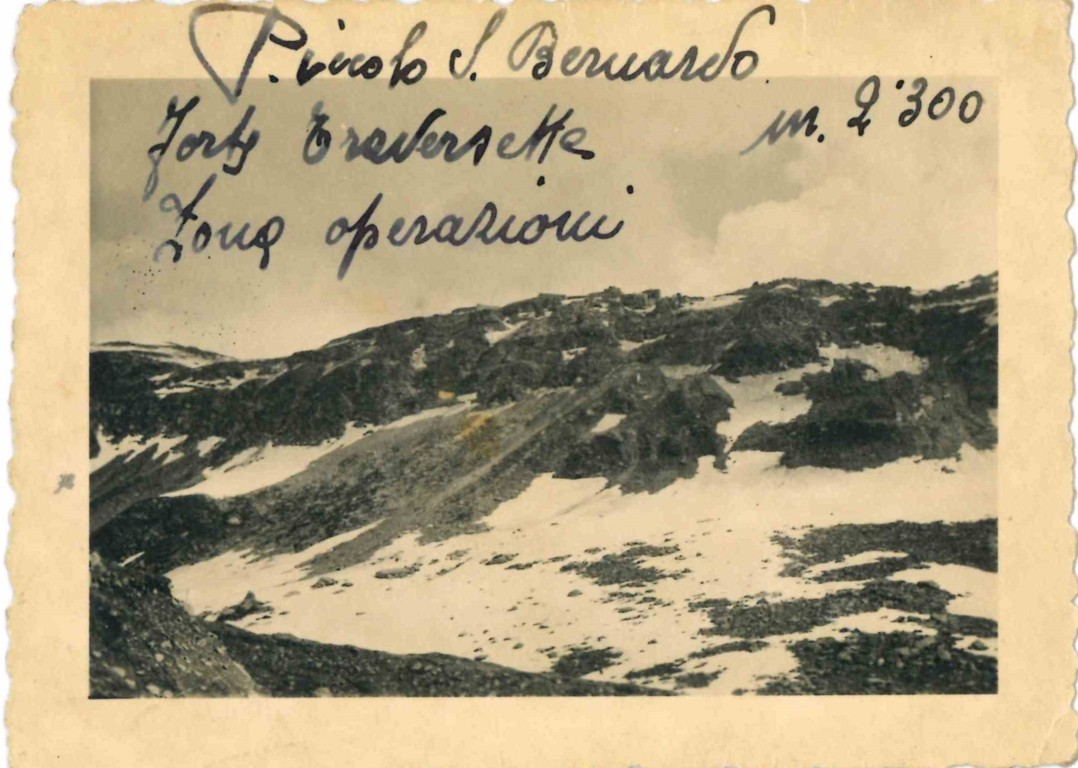
Piccolo S. Bernardo. Forte Traversette. 2300 m. Zona operazioni.

Il Forte di Traversette (francese: Fort de la Redoute Ruinée; letteralmente: "fortezza della ridotta in rovina") era un forte francese su uno sperone roccioso a circa 2.400 metri di quota che dominava il Colle delle Traversette nelle Alpi Graie a circa 2,7 chilometri a sud del Piccolo San Bernardo che si trova circa 200 metri più in basso.

## Storia
Il forte venne costruito nel 1630 dal Ducato di Savoia. Nel 1792, durante le guerre rivoluzionarie francesi, il vecchio forte, presidiato da una guarnigione di cinquanta uomini dell'Esercito sabaudo, cadde nelle mani dell'esercito francese nel 1794 e venne ribattezzato Fort Libre.
Divenne definitivamente francese con lo scambio di territori che accompagnò il trattato di Torino nel 1860.
Tra il 1892 e il 1894, il forte venne ricostruito dai francesi su progetto del generale ed ingegnere Raymond Adolphe Séré de Rivière, per assicurare militarmente il confine tra Francia e Italia,  con nuove opere sul luogo dove sorgeva un più antico forte sabaudo del XVII secolo. Nel 1897 il forte ricostruito venne inaugurato dal presidente Félix Faure.
Negli anni trenta il forte venne ammodernato con nuove opere tra il 1936 e il 1940 e incorporato nel sottosettore della Tarentaise del settore fortificato della Savoia  della Linea Maginot alpina, parte dell'estensione della Linea Maginot.

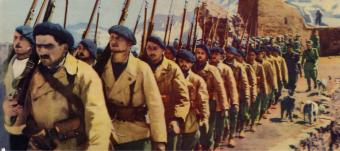
Soldati francesi escono dopo la dichiarazione di armistizio con l'armamento individuale

Con l'entrata in guerra dell'Italia nel secondo conflitto mondiale e l'apertura del fronte alpino nel giugno 1940, settanta uomini dell'Esercito francese, comandati dal sottotenente Henry Desserteaux, resistettero agli attacchi italiani sferrati dal 21 al 24 giugno, cedendo solo a seguito della firma dell'armistizio di Villa Incisa. Sottoposta a bombardamenti aerei e terrestri la ridotta resistette alle forze italiane, permettendo di mantenere inviolato il passo del Piccolo San Bernardo e immobilizzando forze molto superiori. Nonostante i ripetuti attacchi italiani, contrastati anche dalle pessime condizioni meteorologiche, la ridotta non venne mai conquistata. Il 2 luglio, otto giorni dopo l'armistizio, la guarnigione francese, arresa ma imbattuta, abbandonò il forte marciando di fronte alle truppe italiane che tributarono ai suoi difensori l'onori delle armi.
Dopo l'armistizio dell'8 settembre il forte venne occupato da truppe tedesche e della RSI.
Nell'inverno del 1944-1945, il forte era presidiato da un plotone della Divisione "Littorio" dell'Esercito della Repubblica Sociale Italiana che, nel corso della cosiddetta seconda battaglia delle Alpi, lo difesero dagli attacchi dell'Armée des Alpes francese comandata dal generale Paul-André Doyen.
L'assalto al Colle delle Traversette in quello che fu un vero e proprio tentativo di annessione della Valle d'Aosta alla Francia è stato l'attacco nel quale si è registrato il maggior numero di vittime. I Chasseurs Alpins francesi, appoggiati dall'artiglieria pesante, attaccarono le postazioni fortificate italiane sul colle e il Forte di Traversette. Il forte aveva l'artiglieria diretta contro il lato italiano del monte, ma gli attacchi francesi eseguiti da una brigata sostenuta da un reggimento di artiglieria furono rallentati dalla neve alta. Grazie a ciò la piccola guarnigione di 46 uomini resistette agli attacchi e respinse i francesi durante la notte tra il 27 e il 28 aprile. La battaglia per il Forte di Traversette si concluse con la vittoria dei difensori italiani. Il forte si sarebbe poi arreso ai soldati americani che arrivarono nella regione il 4 maggio.
Dopo essere tornato sotto controllo francese, il forte è stato ribattezzato Baraquement Capitaine Desserteaux.
Oggi il forte è in rovina e può essere raggiunto seguendo un sentiero che parte dal Colle del Piccolo San Bernardo, dove sono presenti numerose opere fortificate italiane di piccole dimensioni visitabili, con sbarramenti anticarro ancora perfettamenti conservati, oppure, seguendo l'itinerario dal versante francese, partndo dalla località di La Rosière. Il forte offre viste sul massiccio del Monte Bianco, sul Piccolo San Bernardo e sul Mont Pourri.